# Ait Youssef Ou Ali
Ait Youssef Ou Ali (Arabisch:
آيت يوسف أو علي) is een kleine stad en landelijke gemeente in de provincie  Al Hoceïma in de regio Tanger-Tétouan-Al Hoceïma in het noorden van Marokko. Ten tijde van de telling van 2004, had de gemeente een totale bevolking van 16.462 mensen.
Het ligt op 10 km van Al Hoceima en grenst aan Ajdir. De stad wordt omringd door Oued Ghiss en Oued Nekor.
De taal die er wordt gesproken is het Riffijns. De stad ligt op het grondgebied van de stam Ait Waryaghar.
Hoofdplaats: Al Hoceïma

Steden: Imzouren · Beni Bouayach · Ait Youssef Ou Ali · Ajdir

Dorpen: Ait Kamara · Boukidan · Tamassint

Marokko: Regio's, provincies en prefecturen